# Chick Hearn
Chick Hearn, właśc. Francis Dayle Hearn (ur. 27 listopada 1916 w Aurorze, Illinois, zm. 5 sierpnia 2002) – amerykański spiker sportowy.

## Wyróżnienia
Posiada swoją gwiazdę na Hollywoodzkiej Alei Gwiazd.